# Філологічна бібліотека Вільного університету Берліна
Філологічна бібліотека, також Бібліотека Фостера (нім. Philologische Bibliothek) — наукова бібліотека Вільного університету Берліна. Будівля бібліотеки розташована в берлінському адміністративному районі Далем. Проект бібліотеки був розроблений англійським архітектором Норманом Фостером.

## Історія
Відкрита у вересні 2005 р. Будівлю нової філологічної бібліотеки Вільного університету Берліна називають з огляду на особливості його архітектури, «бібліотечною черепашкою». Будівлю проектував сер Норман Фостер, англійський архітектор, який є автором знаменитого проєкту «Берлін без рейхстагу».
Вільний університет Берліна займає одне із провідних місць у системі освітніх закладів міста. Нині у ньому навчаються 35 000 студентів. Основна будівля університету була відкрита у 1973 р. За визнанням сучасників, його архітектура та планування відповідали вимогам того часу. У ньому розміщувалися навчальні аудиторії, службові приміщення для викладачів, бібліотека з читальними залами. До 2000 р. виникла потреба у капітальному ремонті університетської будівлі. Щоб ремонтні роботи не заважали навчальному процесу, керівництво університету прийняло рішення заздалегідь збудувати нову будівлю для бібліотеки, де може працювати велика кількість студентів.
У 2003 р. у конкурсі проектів з реконструкції будівлі університету та спорудження нової бібліотеки переміг оригінальний проект сера Фостера. Майбутню бібліотеку він назвав «Мозок Берліна» (The Berlin brain). Вигнуті галереї та сходи будівлі, справді, нагадують звивини мозку.
З 2000 по 2021 рік був першим директором Філологічної бібліотеки.

## Фонди
Бібліотека складається з фондів колишніх незалежних бібліотек філологічних інститутів та колишньої бібліотеки Інституту філософії при факультеті філософії та гуманітарних наук, а також інших інститутів Вільного університету Берліна. До 2005 року вони були розташовані в кількох окремих приміщеннях. До 2005 року вони розташовувалися в кількох окремих місцях. Вперше всі ці окермі бібліотеки об’єднала Філологічна бібліотека. У 2005 році фонд бібліотеки нараховував 750 000 книжок із лінгвістичної та літературознавчої тематики, а також підписку на близько 700 газет і журналів. Відповідно до колишніх спеціалізованих бібліотек вона поділяється на такі відділи:
- загальне та порівняльне літературознавство, порівняльне мовознавство
- дослідження стародавньої Америки та Латинської Америки,
- вивчення англійської мови,
- візантійські та неогрекознавчі дослідження,
- германістика,
- індоєвропеїстика,
- індологія,
- класична філологія,
- середньолатинська мова,
- нідерландистика,
- філософія (з 2007),
- романистика,
- славістика.

З 175 000 томів фонди німецької бібліотеки-філії є найбільшими в Німеччині, а голландська колекція є другою за величиною з 40 000 томів. Англійські та романські студії також утворюють великі відділи, останній має понад 145 000 томів. Інші важливі спеціальні колекції можна знайти, серед іншого, про каталонську лінгвістику та літературу та про франкомовну літературу в Канаді. Але менші філології, такі як галицька мова, також мають значні надбання; і сучасна грецька колекція також є найбільшою в Німеччині з 24 000 томів.
Проте напрямок американістики в бібліотеці не представлений, оскільки відповідні фонди зберігааються в сусідньому будинку – Інституті досліджень Північної Америки Імені Джона Кеннеді.